# Brian Beshara
Brian Beshara, né le 30 décembre 1977, à Dallas, au Texas, est un ancien joueur et entraîneur libanais de basket-ball. Il évolue durant sa carrière au poste d'ailier.

## Palmarès
- Finaliste du championnat d'Asie 2005, 2007